# Кобаяси, Маки
Маки Кобаяси (яп. 小林 眞樹; род. 26 июня 1965) — японский гребец, выступавший за сборную Японии по академической гребле в конце 1980-х годов. Участник ряда крупных регат международного значения, в том числе регаты на летних Олимпийских играх в Сеуле.

## Биография
Маки Кобаяси родился 26 июня 1965 года.
Наибольшего успеха в академической гребле добился в сезоне 1988 года, когда вошёл в основной состав японской национальной сборной и благодаря череде удачных выступлений удостоился права защищать честь страны на летних Олимпийских играх в Сеуле. Стартовал в программе распашных безрульных двоек вместе с напарником Сатору Миёси, в предварительном квалификационном заезде они заняли последнее шестое место, отстав от лидеров более чем на 31 секунду, тогда как на дополнительном отборочном этапе стали пятыми, отстав почти на 27 секунд — таким образов, в полуфинальную стадию соревнований пройти не смогли.
После сеульской Олимпиады Кобаяси больше не показывал сколько-нибудь значимых результатов в академической гребле на международном уровне.